# Cities of the Heart
Cities of the Heart – koncertowy rockowy albumu Jacka Bruce’a nagrany w listopadzie 1993 i wydany w 1994 r.

## Historia i charakter albumu
Ten podwójny album nagrany został na koncertach 2 i 3 listopada 1993 r. Występy te były częścią praktycznie całorocznej tury koncertowej Jacka Bruce’a zorganizowanej dla uświetnienia jego 50. urodzin.
Na koncertach tych pojawiali się muzycy, z którymi Bruce grał w przeszłości. Ponieważ nie wszyscy muzycy mogli występować w czasie wszystkich koncertów, składy muzyków towarzyszących zmieniały się, chociaż zasadnicza grupa była stała.
Koncerty te stały się także okazją do zaprezentowania dwóch synów muzyka, którzy poszli w jego ślady.
Wybór utworów prezentowanych na koncertach był przeglądem ciekawszych kompozycji Bruce’a z jego solowych albumów, jak i z okresu gry w grupie Cream.
Album ten został wydany w limitowanym (do 10000) nakładzie.

## Muzycy
- Jack Bruce – wokal (1, 2, 5–19), pianino (1, 2, 6, 11–13), gitara basowa (3–9, 14–19)
- Maggie Reilly – wokal (10)
- Gary "Mudbone" Cooper – wokal (13, 19), instrumenty perkusyjne
- Gary Moore – gitara (14–18), wokal (15)
- Clem Clempson – gitara elektryczna (5–12, 19), gitara akustyczna (10, 13)
- Dick Heckstall–Smith – saksofony (3–6, 8, 9, 11, 19)
- Art Themen – saksofon (6, 8, 9, 11, 19)
- Henry Lowther – trąbka (8, 9, 11, 19)
- John Mumford – puzon (8, 9, 11, 19)
- Bernie Worrell – organy Hammonda (6–10, 12, 13, 19), pianino (7)
- Jonas Bruce – pianino (9), instrumenty klawiszowe, syntetyzer (19)
- Malcolm Bruce – gitara akustyczna (10, 19), pianino, syntezator (6)
- François Garny – gitara basowa (10–13, 19)
- Ginger Baker – perkusja (3–5, 15–19)
- Simon Phillips – perkusja (8–14, 19)
- Gary Husband – perkusja (6, 7), instrumenty klawiszowe (2), pianino (10, 19)
- Pete Brown – wokal (17), instrumenty perkusyjne (19)
- Kip Hanrahan – jako Kip Hanrahan

## Spis utworów
CD 1
| 1. | Can You Follow?            | 1:56  |
|    |                            |       |
| 2. | Running Thro’ Our Hands    | 4:13  |
|    |                            |       |
| 3. | Over the Cliff             | 3:46  |
|    |                            |       |
| 4. | Statues                    | 7:37  |
|    |                            |       |
| 5. | First Time I Met the Blues | 4:47  |
|    |                            |       |
| 6. | Smiles & Grins             | 9:48  |
|    |                            |       |
| 7. | Bird Alone                 | 9:56  |
|    |                            |       |
| 8. | Neighbor, Neighbor         | 5:32  |
|    |                            |       |
| 9. | Born Under a Bad Sign      | 6:17  |
|    |                            |       |
|    |                            | 53:52 |
|    |                            |       |
CD 2
| 10. | Ships in the Night                       | 5:20    |
|     |                                          |         |
| 11. | Never Tell Your Mother She’s Out of Tune | 4:19    |
|     |                                          |         |
| 12. | Theme for an Imaginary Western           | 6:00    |
|     |                                          |         |
| 13. | Golden Days                              | 5:38    |
|     |                                          |         |
| 14. | Life on Earth                            | 5:21    |
|     |                                          |         |
| 15. | NSU                                      | 6:29    |
|     |                                          |         |
| 16. | Sitting on Top of the World              | 6:52    |
|     |                                          |         |
| 17. | Politician                               | 5:39    |
|     |                                          |         |
| 18. | Spoonful                                 | 9:13    |
|     |                                          |         |
| 19. | Sunshine of Your Love                    | 8:07    |
|     |                                          |         |
|     |                                          | 1:02:58 |
|     |                                          |         |

## Opis płyty
- Producenci – Jack Bruce z Kurtem Renkerem i Walterem Guntusem
- Data nagrań – koncerty 2 i 3 listopada 1993 r.
- Miejsce nagrania – E-Werk, Kolonia, Niemcy.
- Inżynierowie nagrywający – C. Beatty i D. Colvin
- Asystent – Norbert Gutzmann
- Miksowanie – Walter Guntus
- Studio – Ztudio Zerkall
- Kierownictwo artystyczne – Ulf Von Krantz
- Fotografie biało-czarne – Gudo Harari
- Fotografie kolorowe – Gudo Harari, Nanna Botsch
- Czas – 112:90
- Firma nagraniowa – CMP Records (Niemcy)
- Numer katalogowy – CMP CD 1004